# Parasyllidea humesi
Parasyllidea humesi är en ringmaskart som beskrevs av Pettibone 1961. Parasyllidea humesi ingår i släktet Parasyllidea och familjen Syllidae. Inga underarter finns listade i Catalogue of Life.